# Granmördaren i Delsjön
Granmördaren i Delsjön är beteckningen på en okänd person som mellan 2005 och 2011 förstörde över 7 000 granar i Delsjöområdets naturreservat i Göteborg.

## Historik
Den säregna skadegörelsen tros ha börjat omkring 2005, då man började upptäcka döda träd där någon gjort ett smalt och runtomgående snitt i barken strax ovanför marknivå. Den till synes begränsade skadan förhindrar effektivt näringstillförseln till trädet förbi snittstället, och leder oundvikligen till en långsam död inom några år.

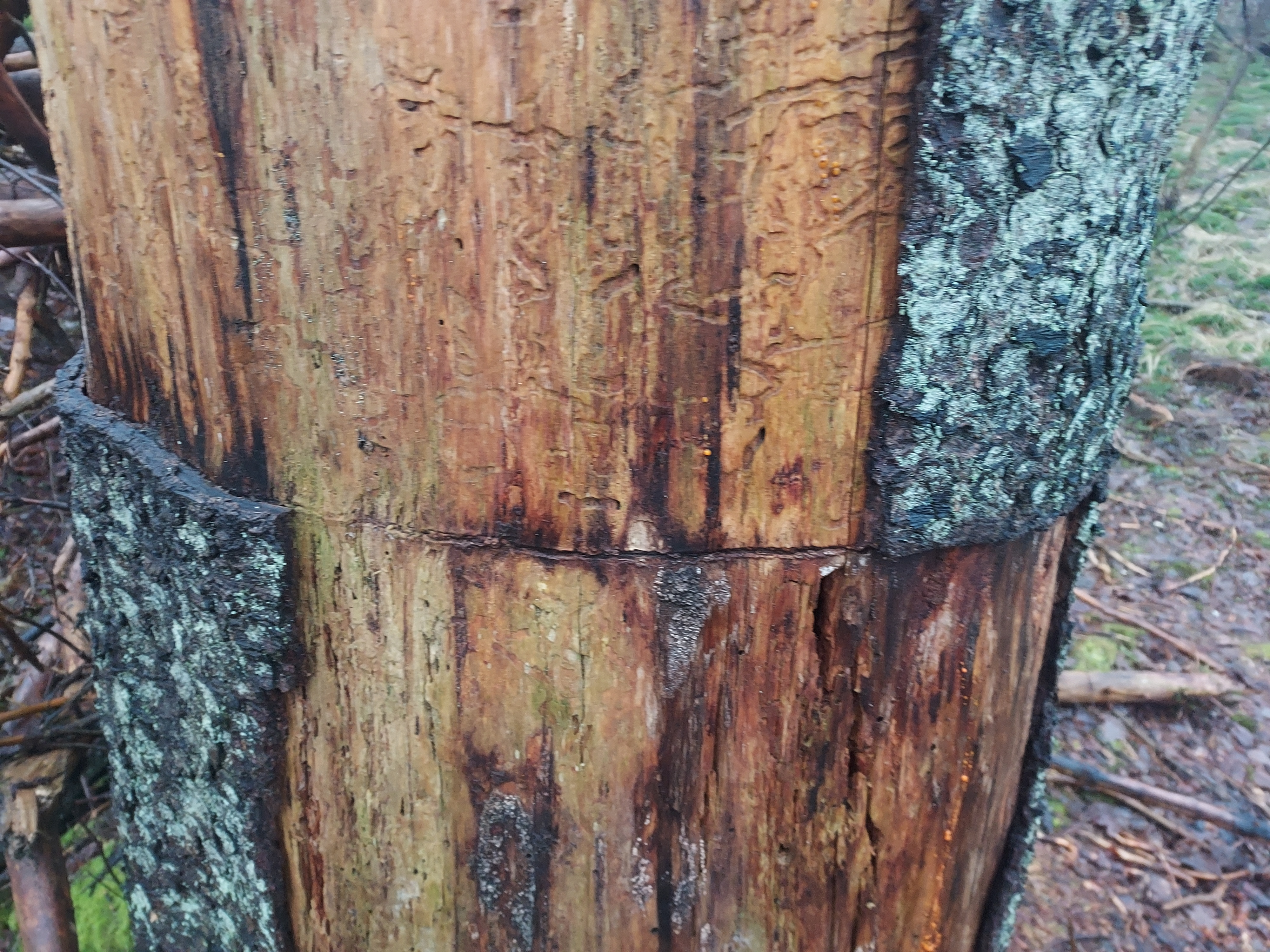
Död gran, samma som på helbilden, skadad av Granmördaren. Närbild av snittområde.

När trädet väl har dött kommer det så småningom att falla med risk för att träffa och skada människor i det populära strövområdet. Med hänsyn till personsäkerheten har man därför successivt tvingats avverka de skadade träden
År 2010 hade Göteborgs Stad tagit ner cirka 2 500 träd och bedömde antalet skadade träd till 6 000. Man började uppleva skadegörelsen som mer provokativ, då nya angrepp kunde ske på kvarlämnade oskadade träd i närheten av döda träd bara någon dag efter att de avverkats.

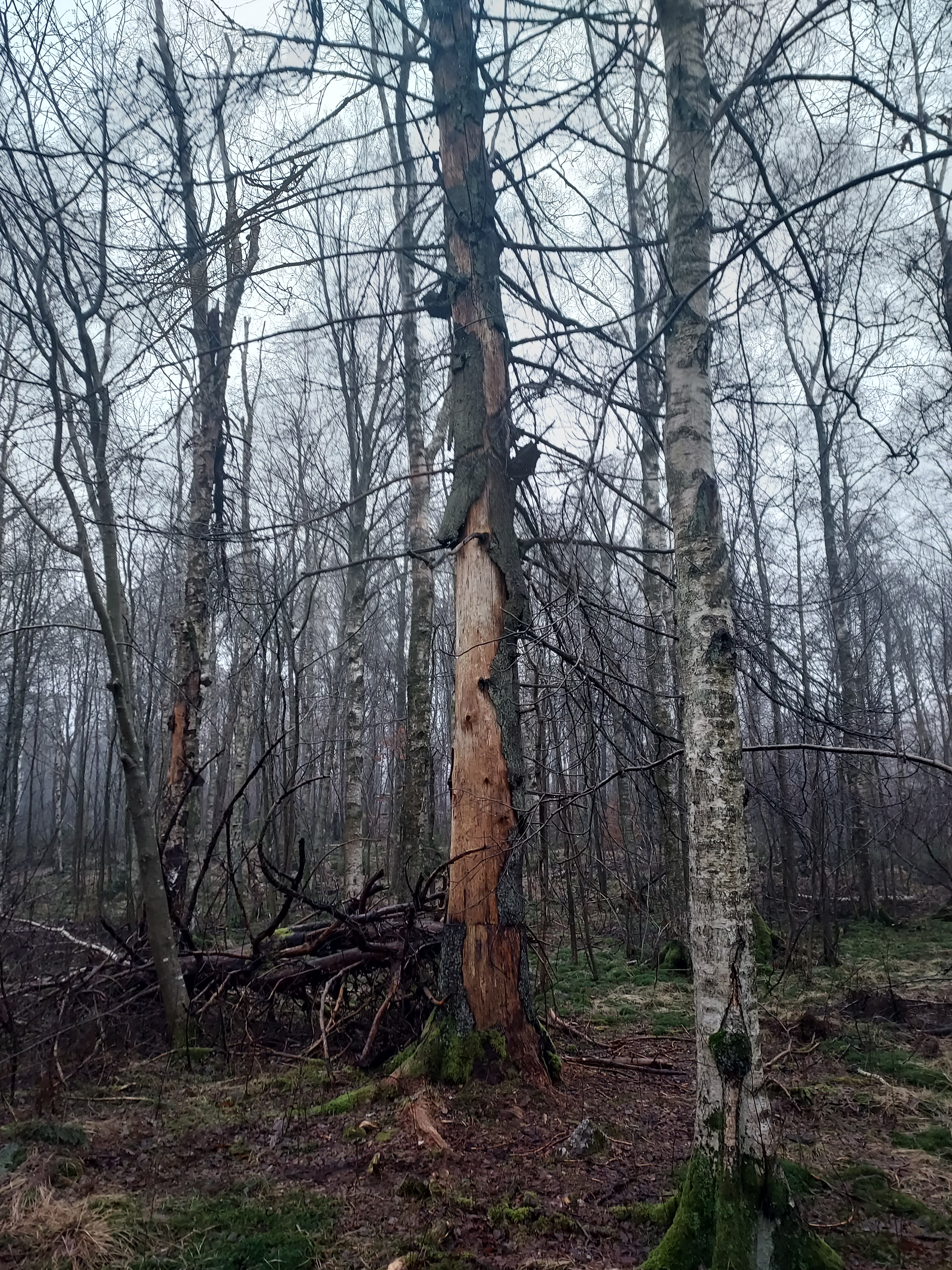
Död gran, helbild, från 2021-12-31.

Våren 2011 utlyste Göteborgs park- och naturnämnd en belöning på 20 000 kronor för tips som leder till att den eller de som utför skadegörelsen grips. I slutet av 2011 avskrev polisen ärendet då man utan framgång förhört vittnen och samlat in iakttagelser och inte ansåg sig kunna komma längre.
År 2012 engagerade sig den lokala Tidningen Öster i jakten, och anordnade i maj 2012 ett välbesökt seminarium i Skatås Motionscentrum med medverkan av en expertpanel bestående av polis, den kände åklagaren Brynolf Wendt, representanter för Park- och Naturförvaltningen samt några privatspanare. Vid mötet uttrycktes en stor besvikelse från allmänheten att polisen inte lyckats lösa fallet. Det nämndes också att den ursprunglige "granmördaren" möjligen fått en copycat som saboterade bokar och ekar.
Ungefär samtidigt som mötet i maj 2012 föreföll skadegörelsen ha upphört, efter att uppskattningsvis 7 000 träd skadats. Värdet på de förstörda granarna har i en polisanmälan av Göteborgs stad uppskattats till 44 miljoner kronor.
År 2021 publicerades dokumentärserien "Granmördaren" berättad av Kalle Ström, etnolog vid Stockholms universitet. Med början våren 2020 intervjuade han över 100 personer, gjorde många promenader i Delsjön och försökte på olika sätt få en förståelse för motivet till handlingarna. Han presenterade i dokumentären några olika tänkbara motiv, samt kunde avskriva några tidigare teorier och åsikter.